# Спекулаас

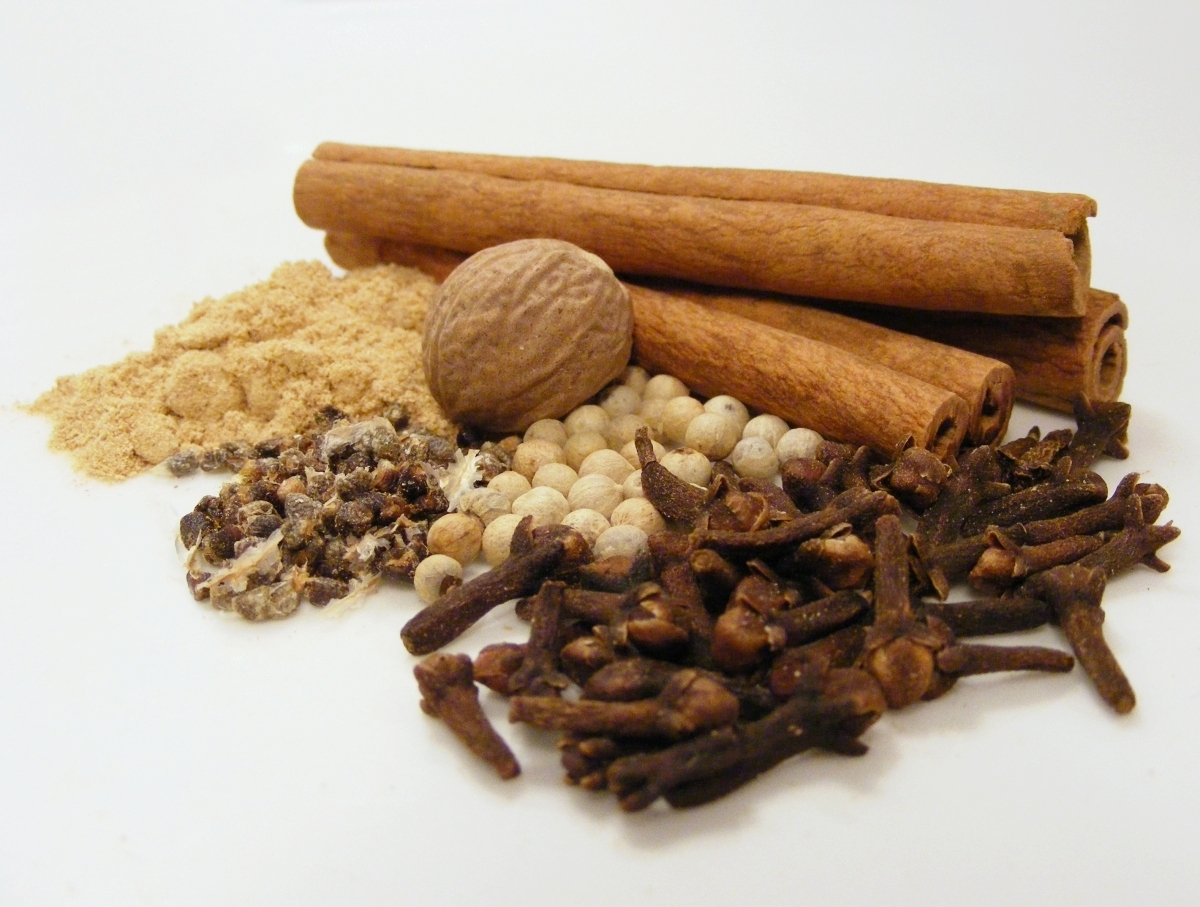
Спеції спекулааса: перець, кориця, імбир, гвоздика, кардамон і мускатний горіх

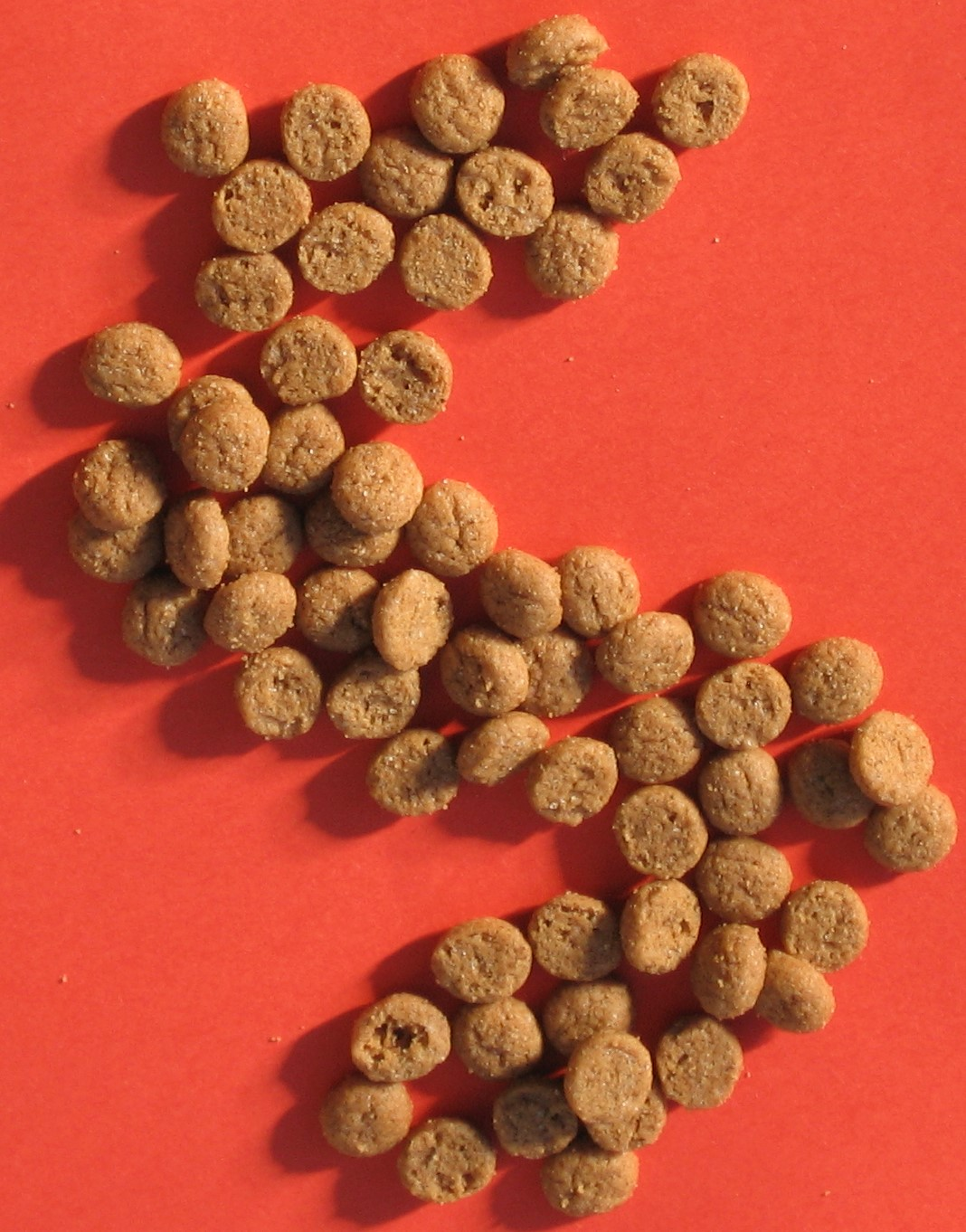
Хисткі животи: Начинка для печива Міні спекулаас, Нідерланди, 2019

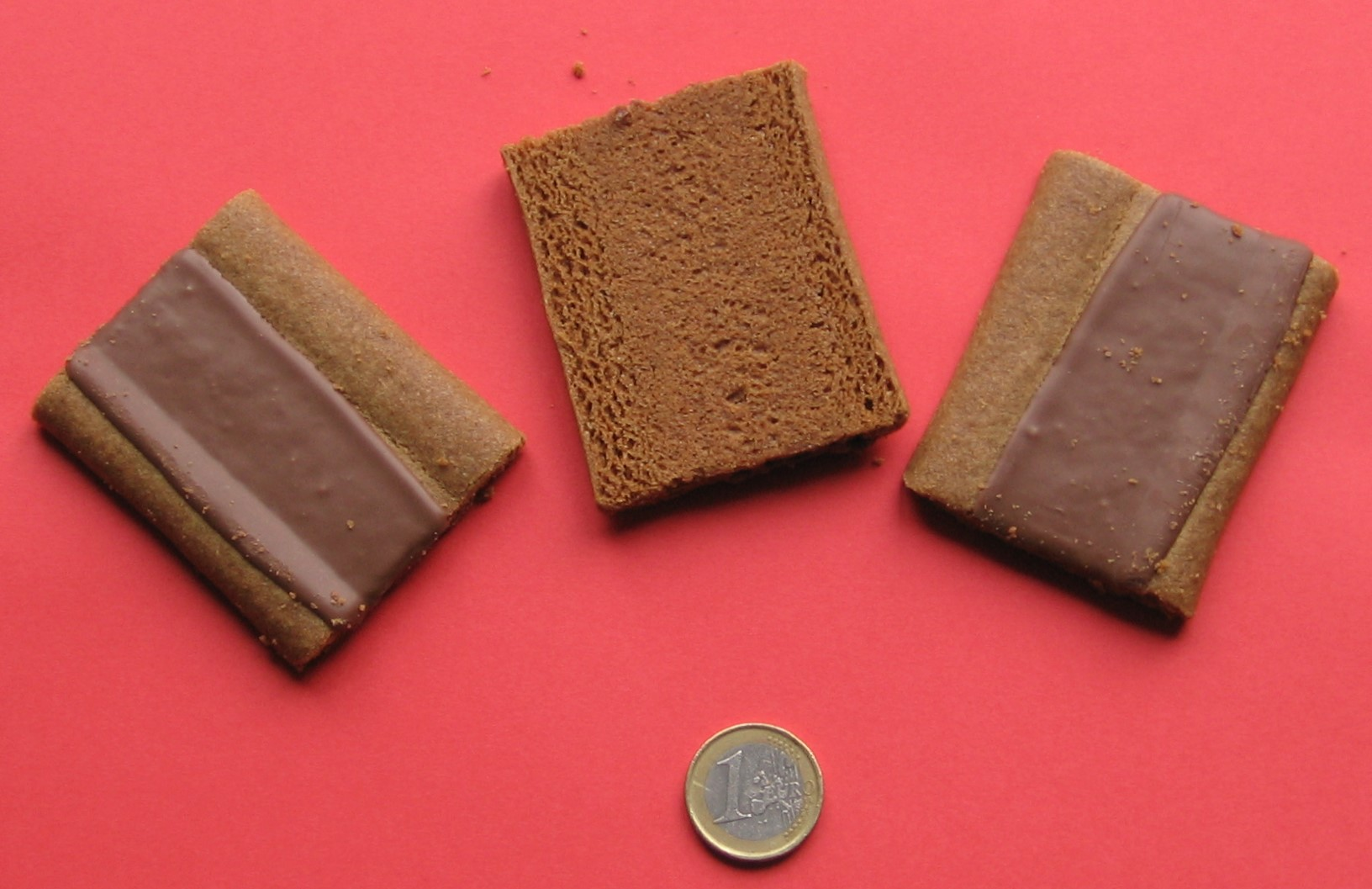
Спекуляд, голландське печиво спекулаас з додаванням шоколаду, 2021 рік

Спекулаас (нід. speculaas, pronounced: [speːkyˈlaːs], фр. spéculoos, [spekylos], нім. Spekulatius) — різновид пряного пісочного печива, випеченого зі спеціями спекулааса.
Спекулаас зазвичай плоский у формі картини і особливо популярний під час свята Святого Миколая та під час Адвенту. У найдавніших джерелах про спекули згадуються також весілля та ярмарки. Однак в останні десятиліття стало нормальним їсти Спекулаас протягом року, особливо з кавою чи чаєм або з морозивом.
Спекулаас в основному виготовляють і їдять у Бельгії та Нідерландах, а також у німецькій Вестфалії та Рейнланді, Люксембурзі та північній Франції. Його також можна знайти в Індонезії, де воно відоме як spekulaas або spekulaaskoekjes, і зазвичай подається на Різдво або в інших особливих випадках.